# Fosilna voda
Fosilna voda, fosilna podzemna voda ali paleovoda je starodavno vodno telo, ki je bilo tisočletja v nekem nemotenem prostoru, običajno v podtalnici v vodonosniku. Druge vrste fosilne vode lahko vključujejo podledeniška jezera, kot je jezero Vostok na Antarktiki. UNESCO fosilno podzemno vodo opredeljuje kot »vodo, ki je prodrla običajno pred tisočletji in pogosto v podnebnih razmerah, ki se razlikujejo od sedanjih, in je bila od takrat shranjena pod zemljo».
Določanje časa od infiltracije vode običajno vključuje analizo izotopskih podpisov. Določanje 'fosilnega' statusa - ne glede na to, ali je določena voda zasedla ta določen prostor od daljne preteklosti - vključuje modeliranje pretoka, polnjenja in izgub vodonosnikov, kar lahko vključuje precejšnjo negotovost. Nekateri vodonosniki so globoki več sto metrov in ležijo pod velikimi površinami zemlje. Raziskovalne tehnike na tem področju se hitro razvijajo in baza znanstvenega znanja raste. V primerih številnih vodonosnikov raziskave o starosti vode in obnašanju vode v vodonosniku niso ali pa so sporne.

## Obnovljivost
Veliki, plodni vodonosniki (zlasti vodonosnik iz nubijskega peščenjaka in vodonosnik Ogallala), ki vsebujejo fosilno vodo, imajo pomembno družbeno-ekonomsko vrednost. Fosilna voda se črpa iz teh vodonosnikov za številne človeške namene, zlasti za kmetijstvo, industrijo in potrošnjo. V sušnih območjih nekateri vodonosniki, ki vsebujejo razpoložljivo in uporabno vodo, prejmejo malo ali nič pomembnega polnjenja, zaradi česar je podtalnica v teh vodonosnikih dejansko neobnovljiv vir. Stopnje črpanja, ki so večje od stopenj ponovnega polnjenja, povzročijo znižanje gladine podtalnice in lahko povzročijo izčrpavanje podzemne vode. Pridobivanje neobnovljivih virov podzemne vode se imenuje 'rudarjenje' podzemne vode zaradi njihove končne narave.

## Splošna geologija
Vodonosniki so običajno sestavljeni iz polporozne kamnine ali nekonsolidiranega materiala, katerega porni prostor je bil napolnjen z vodo. V razmeroma redkih primerih zaprtih vodonosnikov neprepustna geološka plast (npr. glina ali kalkret) obdaja vodonosnik in izolira vodo v njem, včasih za tisočletja. Fosilno vodo najpogosteje najdemo v sušnih ali polsušnih regijah, kjer je bilo podnebje v nedavni geološki zgodovini znatno bolj vlažno. V nekaterih polsušnih območjih večina padavin izhlapi, preden se lahko infiltrirajo in povzročijo kakršno koli znatno obnavljanje vodonosnika.
Ocenjuje se, da se je večina fosilne podtalnice prvotno infiltrirala v holocenu in pleistocenu (pred 10.000–40.000 leti). Nekatere fosilne podtalnice so povezane s taljenjem ledu v času od zadnjega ledeniškega maksimuma. Datiranje podzemne vode temelji na merjenju koncentracij nekaterih stabilnih izotopov, vključno s 3
H (tritium) and 18
O in primerjava vrednosti z znanimi koncentracijami iz geološke preteklosti.
Fosilna voda lahko potencialno raztopi in absorbira številne ione iz gostiteljske kamnine. Slanost podtalnice je lahko višja od slanosti morske vode. V nekaterih primerih je potrebna neka oblika obdelave, da postanejo te vode primerne za človeško uporabo. Slani fosilni vodonosniki lahko shranjujejo tudi znatne količine nafte in zemeljskega plina.
Najstarejša doslej znana podzemna voda prihaja iz razmeroma bogatih »razpokanih vodnih žepov«, ki so bili izvrtani na 2900 m globine rudnika Kidd Creek v provinci Superior Kanadskega ščita. Ustrezni vzorci so bili datirani na povprečno starost 1,7 milijarde let (paleoproterozoik) na podlagi njihove vsebnosti radiogenih (tj. rezultat razpada urana in torija) izotopov žlahtnih plinov.

## Pomembna fosilna vodna telesa

### Vodonosnik Ogallala
Vodonosnik Ogallala ali High Plains leži pod 450.000 km2 v 8 zveznih državah Združenih držav Amerike. Je eno največjih nahajališč sladke vode na svetu. Vodonosnik je sestavljen iz nekonsolidiranih aluvialnih nanosov. Podzemna voda v tem vodonosniku je bila datirana, da se je odložila v vlažnem času po zadnjem ledeniškem maksimumu. Na večjem delu območja vodonosnika neprepustna plast kalkreta preprečuje vdor padavin. V drugih regijah vodonosnika so bile izmerjene nekatere razmeroma majhne stopnje polnjenja.
Vodonosnik oskrbuje z vodo številne ljudi, ki živijo nad njim, in za široko kmetijsko uporabo. Na številnih območjih se je gladina podzemne vode drastično znižala zaradi velikega črpanja. Stopnje izčrpavanja se ne stabilizirajo; dejansko se v zadnjih desetletjih povečujejo.

### Sistem vodonosnikov iz nubijskega peščenjaka
Sistem vodonosnikov iz nubijskega peščenjaka leži v severovzhodni Afriki, pod državami Sudan, Libija, Egipt in Čad, pokriva približno 2.000.000 km2. V veliki meri je sestavljen iz številnih hidravlično povezanih vodonosnikov peščenjaka. Nekateri deli sistema veljajo za omejene, če nekoliko puščajo, zaradi neprepustnih plasti, kot so morski skrilavci. Voda se je nalagala pred 4000 do 20.000 leti, odvisno od določene lokacije.
Voda v sistemu vodonosnikov nubijskega peščenjaka je zelo pomembna za ljudi, ki živijo nad njim, in to že tisočletja. V sodobnem času, ko se povpraševanje povečuje, bo preprečevanje hitrega izčrpanja in mednarodnih konfliktov odvisno od skrbnega čezmejnega spremljanja in načrtovanja. Libija in Egipt trenutno načrtujeta razvojne projekte za umik znatnih količin fosilne vode iz vodonosnika za uporabo.
Še več fosilnih vodonosnikov je bilo identificiranih po vsej severni Afriki.

### Vodonosniki puščave Kalahari
Puščava Kalahari je v osrednji južni Afriki (Bocvana, Namibija in Južna Afrika). Geologija območja vključuje pomembne kraške formacije. Večina padavin v regiji izhlapi, preden lahko prispeva k znatnemu polnjenju spodnjih vodonosnikov. Dolgo časa potekajo razprave in raziskave o tem, ali so vodonosniki v regiji deležni kakršnega koli pomembnega polnjenja. V severni regiji Kalaharija je bilo ugotovljeno, da ima globok vodonosnik v jamskem peščenjaku izotopske znake, ki nakazujejo, da je bil dolgo časa omejen z malo ali nič puščanja.
Čeprav se globlja podzemna voda v Kalaharijskem bazenu imenuje 'polfosilna' zaradi »njenega sedimentološkega in tektonskega položaja ter pretežno nizkih hidravličnih gradientov«, je bila vsaj severno od Okavangove delte v tako imenovanem vodonosniku Spodnji Kalahari (LKA; razpon globine točk vzorčenja 130-250 m). Z uporabo metode klora-36 so določili starost podzemne vode več kot 100.000 let.